# International Encyclopedia of Sexuality
The International Encyclopedia of Sexuality (Die Internationale Enzyklopädie der Sexualität) stellt eine wissenschaftliche Erfassung der Sexualität in 62 Ländern der Welt dar.
Das vierbändige Werk wurde von Robert T. Francoeur in den Jahren 1997 bis 2001 herausgegeben und umfasst Beiträge von über 200 Sexualwissenschaftlern und Sexualforschern aus allen Kontinenten. 2004 erschien eine einbändige Ausgabe, mitherausgegeben von Raymond J. Noonan. Neben den Printausgaben bestehen zwei Online-Ausgaben – eine der Humboldt-Universität zu Berlin, eine des Kinsey Institute for Research in Sex, Gender, and Reproduction.

## Publikationen

### Buchausgaben
- The International Encyclopedia of Sexuality. Hg. von Robert T. Francoeur. Vierbändige Gesamtausgabe. New York: Continuum 1977–2001. ISBN 0826412742

- The Continuum Complete International Encyclopedia of Sexuality. Hg. von Robert T. Francoeur und Raymond J. Noonan. Einbändige Ausgabe. New York: Continuum 2004. ISBN 0826414885

### Online-Ausgaben
- The Continuum Complete Encyclopedia of Sexuality, The Kinsey Institute